# 遠看是蔚藍的春天
《遠看是蔚藍的春天》（韓語：멀리서 보면 푸른 봄），為韓國KBS 2TV於2021年6月14日起播出的月火連續劇，由《Legal High》金政賢導演與新人編劇高延秀編劇共同打造。此劇改編自同名漫畫，講述「人生遠看像喜劇，近看像悲劇」的20代大學生成長故事。
台灣、香港和澳門由愛奇藝於2021年6月14日起每週一、二22:30（UTC+8）與韓國同步上線。

## 演員陣容

### 主要人物
| 演員                    | 角色   | 介紹 |
| 朴志訓 （童年：徐宇真） | 呂俊   | 明日大學經營系一年級生 帥氣的外表加上富有的家境，就連社交性也十分優秀，是大學裡最高人氣的男生。他總是與一群推崇自己的女同學、後輩、前輩們一同出現，而且因家境富裕，所有人都認為沒有人會不喜歡他。實際上，誰都不知道他為了得到這份愛而付出了多大的努力，為了不讓「優雅的天鵝沉下去」而付出了多少。                                                                            |
| 姜旻兒 （童年：吳兒璘） | 金素彬 | 明日大學經營系三年級生 努力派的學生，性格謹慎、具觀察力及有耐心。8歲時父母離婚，之後與爸爸、繼母和弟弟一起生活。住在宿舍，與英蘭和美珠使用同一個房間。她夾在兩個氣勢美女中間，應該說被她們的美貌折磨著生活。她有一個單戀已久的對象燦基，但她也不太清楚是什麼感情。當覺得自己不會被牽扯在一起的人氣男呂俊出現後，他一點點動搖了素彬的日常生活。                               |
| 裴仁爀                  | 南秀賢 | 明日大學經營系四年級生 所有科目都拿A+的完美主義者。爸爸是因事故而去世的警察，之後成為生病的母親和弟弟的支持。為了生存和家人，他放棄了友情和戀愛，渡過了令人惋惜的青春。他著名於不與任何人對話3分鐘以上和不與任何人一起吃飯，是經營系公認的外人。當他每天讀書4個小時，在一週做3個兼職之下漸漸開始對學業筋疲力盡的時候，遇到了與自己生活在另一個世界的呂俊，一點點地變化起來。 |

### 明日大學
| 演員   | 角色   | 介紹 |
| 權恩彬 | 王英蘭 | 明日大學體育教育系四年級生 秀賢的朋友。凡事瀟灑潑辣、性格開朗、朋友多的女漢子。她是秀賢唯一的朋友，也是自豪感所在，長期暗戀著秀賢。她隱藏著自己的內心，與秀賢維持和平的朋友關係，隨著室友美珠的出現，她的心開始出現裂痕。                                                                                          |
| 禹多菲 | 孔美珠 | 光彩奪目的華麗美貌擁有者。從小在父親特別的關愛和過度保護下長大。因為美貌出眾，無論走到哪裏都受到公主的待遇，培養出高傲、敏感、傲慢的性格。她只知道接受愛的方法，不知道給予愛或對待別人的方法。同時，她身邊的男朋友不斷，但總是不能長久。她不知道問題出在哪裡，因此感到非常焦急。在充滿焦慮的某一天，她遇見了秀賢⋯⋯ |
| 崔正宇 | 洪燦基 | 父母為經濟部門公務員出身，住在呂俊家對面的鄰居，從小就與素彬一起長大的青梅竹馬。只要性別是女人就無條件招惹的花心鬼，唯一的例外是素彬。他好像不怎麼學習，但奇怪的是屬於成績好的類型，考上了明日大學計算機工學系，這得益於沒有靈魂的背誦能力。                                                                       |
| 李宇濟 | 韓正浩 | 明日大學經營系四年級生 退伍後很晚才復學，因此實際年齡比四年級高。雖然不努力，但不喜歡輸，希望隨著年齡的增長受到相應的待遇。他與幾個同班同學一起，纏着有錢善良的呂俊蹭咖啡、酒和飯吃。 |
| 劉仁秀 | 吳千國 | 明日大學經營系四年級生 正浩的摯友，弱於強者，強於弱者的人，是老虎旁邊的狐狸。他的刻薄被同級學生秀賢看在眼內。 |
| 尹正勳 | 高尚泰 | 明日大學經營系一年級生 呂俊的高中同學。雖然徘徊在呂俊周圍，但事實上嫉妒他。他和呂俊一樣是新生，但是和復讀生學長更親近。 |
| 申帥賢 | 朴慧智 | 明日大學經營系三年級生 用金錢、學歷和外貌歧視他人。雖然她努力與人氣男呂俊相處，但事情並沒有想像中那麼順利。她很嫉妒和呂俊一天比一天親近起來的素彬，試圖妨礙兩人。 |
| 崔玟熙 | 李基善 | 明日大學經營系三年級生 慧智的好朋友，從一年級開始就和慧智一起上學。雖然慧智偶爾會歧視別人，但是慧智會支持她，而且也會替她解決困難。 |
| 賓燦昱 | 金正範 | 明日大學經營系四年級生 是個厚顏無恥的撒謊者，作為勤工獎學金學生在助教室工作。他嫉妒薛助教關顧的素彬，想要奉承宋教授。 |
| 車清華 | 宋秀京 | 明日大學經營系教授 是明日大學的畢業生和朴教授的大學前輩，性格喜愛威權主義。她無法理解想要與學生們親近起來的朴教授，認為學校是競爭的戰場，而不是討論浪漫的遊樂場。 |
| Eru    | 朴施載 | 明日大學經營系教授 真心愛學生的教授，經常和學生們一起吃飯，開誠佈公地談人生。 |
| 李禮琳 | 薛娜恩 | 明日大學經營系研究生兼助教 善於交際，與後輩們親近。特別是，她對不能經常出現在人們面前，獨自行動的素彬感到惋惜和關心。雖然偶爾會因為宋教授的刁難而發脾氣，但是也很能忍。 |

### 呂俊周邊人物
| 演員                    | 角色   | 介紹 |
| 羅人友 （儿童：崔昇勋） | 呂俊完 | 呂俊的哥哥，明日大學經營系教授，不幸的天才 他是6歲理解微積分，12歲讀外國大學的數學論文的天才，過著父母想要、沒有絲毫誤差的生活。他沒有感情表達，總是理性地判斷和說話。雖然擁有國內最年輕的博士、最年輕的正規教授等稱號，但對他來說卻沒有任何意義。                      |
| 蘇熙靜                  | 車正珠 | 呂俊完、呂俊的媽媽 畢業於音樂學院後志願成為音樂家，但在家人的強迫下放棄留學與明勳結婚。她曾經一起上過大學的朋友們，現在都成為了音樂大學的教授或著名演奏家，而自己卻只是食品公司的老闆娘，這讓她暗自感到自卑，因此想把兩個兒子培養得最好。但是比起母愛，那只是自愛而已。 |
| 金炯默                  | 呂明勳 | 呂俊完、呂俊的爸爸 大企業味珍食品社長。他出身於平凡的家庭，進入大企業後狠狠地上升到了現在的位置。面對不斷的競爭，他一天不歇地工作。價值觀是「不能優秀嶄露頭角的人是沒有價值的」。                                                                                       |

### 秀賢周邊人物
| 演員   | 角色   | 介紹 |
| 金秀謙 | 南具賢 | 秀賢的弟弟 他的夢想是像去世的爸爸一樣成為警察，雖然秀賢在經濟上承受很大的負擔，但還是希望靠自己的力量讓具賢能將學業完成。而呂俊曾經幾次在背後拿手錶跟錢給具賢想幫助他們，卻一直被秀賢拒絕。 |

### 其他人物
| 演員   | 角色 | 介紹           |
| 朴秀娥 |      | 燦基的前女友。 |

## 原聲帶
- Part.1（發行日期：2021年6月15日）

| 曲序 | 曲目                           | 演唱  | 时长 |
| ---- | ------------------------------ | ----- | ---- |
| 1.   | BOM BOM BOM（봄봄봄）          | Punch | 3:14 |
| 2.   | BOM BOM BOM（봄봄봄）（Inst.） |       | 3:14 |

- Part.2（發行日期：2021年6月22日）

| 曲序 | 曲目                         | 演唱   | 时长 |
| ---- | ---------------------------- | ------ | ---- |
| 1.   | 只要開口（말만 해）          | 朴志訓 | 2:53 |
| 2.   | 只要開口（말만 해）（Inst.） |        | 2:53 |

- Part.3（發行日期：2021年6月29日）

| 曲序 | 曲目                | 演唱           | 时长 |
| ---- | ------------------- | -------------- | ---- |
| 1.   | 懷抱（품）          | Rothy & 韓勝允 | 4:16 |
| 2.   | 懷抱（품）（Inst.） |                | 4:16 |

## 收視率
| 集數       | 集數       | 播出日期   | AGB收視率        | AGB收視率 |
| 集數       | 集數       | 播出日期   | 大韓民國（全國） |           |
| ---------- | ---------- | ---------- | ---------------- | --------- |
| 1          | 1部        | 2021/06/14 | 2.3%             |           |
| 1          | 2部        | 2021/06/14 | 2.6%             |           |
| 2          | 1部        | 2021/06/15 | 1.8%             |           |
| 2          | 2部        | 2021/06/15 | 2.2%             |           |
| 3          | 1部        | 2021/06/21 | 1.9%             |           |
| 3          | 2部        | 2021/06/21 | 2.0%             |           |
| 4          | 1部        | 2021/06/22 | 2.0%             |           |
| 4          | 2部        | 2021/06/22 | 2.4%             |           |
| 5          | 1部        | 2021/06/28 | 1.8%             |           |
| 5          | 2部        | 2021/06/28 | 1.4%             |           |
| 6          | 1部        | 2021/06/29 | 1.9%             |           |
| 6          | 2部        | 2021/06/29 | 2.4%             |           |
| 7          | 7          | 2021/07/05 | 1.6%             |           |
| 8          | 8          | 2021/07/06 | 2.2%             |           |
| 9          | 9          | 2021/07/12 | 2.0%             |           |
| 10         | 10         | 2021/07/13 | 2.0%             |           |
| 11         | 11         | 2021/07/19 | 1.5%             |           |
| 12         | 12         | 2021/07/20 | 2.2%             |           |
| 平均收視率 | 平均收視率 | 平均收視率 | 2.01%            |           |

- 收視最低的集數以藍色表示，收視最高的集數以紅色表示，而空格則表示該集的收視沒有相關數據。

## 同時段競爭作品
- SBS 月火連續劇：《Racket少年團》
- tvN 月火連續劇：《某一天滅亡來到我家門前》、《你是我的春天》

## 提名及獲獎列表
| 年度   | 頒獎典禮    | 獎項       | 入圍者 | 結果 |
| 2021年 | KBS演技大獎 | 男子新人獎 | 朴志訓 | 提名 |
| 2021年 | KBS演技大獎 | 男子人氣獎 | 朴志訓 | 提名 |

## 話題性
| 日期     | 佔有率 | 排名 |
| -------- | ------ | ---- |
| 6月第3週 | 9.58%  | 4    |

| 日期     | 排名   | 排名 |
| 日期     | 朴志訓 |      |
| -------- | ------ | ---- |
| 6月第3週 | 5      |      |

## 外部連結
- 韓國KBS官方網站
- Daum上《遠看是蔚藍的春天》的資料

| KBS2 月火劇                               | KBS2 月火劇                              | KBS2 月火劇 |
| ----------------------------------------- | ---------------------------------------- | ----------- |
|                                           | （2021年6月14日－2021年7月20日）         |             |
| 五月的青春 （2021年5月3日－2021年6月8日） | 警察課程 （2021年8月9日－2021年10月5日） |             |